# Citragriwa
Citragriwa (Glanzende nek) is de naam van de Duivenkoning, die voorkomt in een verhaal in het boek 'Het winnen van vrienden' (Mitraprapti) van de Pañcatantra en de Hitopadeca uit India.

## Verhaal in het kort
In een grote banyanboom bij de stad Pramadaropya zit kraaienkoning Laghupatanaka (Lichtvleugel), als hij een vogelvanger aan ziet komen met een net en een knuppel. De man ziet er vreselijk uit, als de 'god van verwoesting' en 'boezemvriend van de Dood'. Om er achter te komen welke misdaad deze vogelvanger gaat plegen volgt Laghupatanaka hem. De vogelvanger koos een geschikte plek, spreidde zijn net uit en strooide wat rijst. Toen kwam Citragriwa, de duivenkoning, en honderden van zijn duiven-onderdanen, naar die plek toe, ondanks de waarschuwingen van de kraai. De duiven komen onder het net en de vogelvanger tilt z'n knuppel al op. Dan zegt Citragriwa tegen zijn duiven, dat ze alleen door eensgezindheid kunnen overleven. Als ze allemaal tegelijk opvliegen dan hebben ze een kans zich te redden. Tot zijn verbazing ziet de vogelvanger hoe de hele duivengroep met het net in de lucht vliegt naar een veiliger plek. Nieuwsgierig volgt de kraai hen. Ze landen in Pramadaropya, bij het huis van Hiranyaka (Gouden), de koning der mollen (Pancatantra) of muizen (Hitopadeca). Hiranyaka vraagt aan Citragriwa hoe het toch had kunnen gebeuren, dat hij onder een net gevangen is geraakt. Volgens Citragriwa is het aan het Lot te danken. Hiranyaka wil eerst de koning bevrijden door zijn tanden in het net te zetten, maar Citragriwa staat er op eerst zijn onderdanen te bevrijden. 'Al deze armzaligen lieten anderen achter om zich bij mij aan te sluiten' is zijn argument. 'Laat mijn onderzaten Veilig voortbestaan Zelfs al moet ik zelve Dan ten gronde gaan' Verheugd hierover zegt Hiranyaka dan:
'De Beschermer van de Aarde, die altijd mededogen toont voor zijn onderdanen en met hen hun lot deelt is het waard niet minder dan de Beschermer van de Drievoudige Wereld te zijn.'
en begint aan de netten van de onderdanen te knagen. Pas als zij allemaal vrij zijn vertrekt Citragriwa naar zijn eigen residentie. Onder de indruk van wat hij heeft gezien wil de kraaienkoning vervolgens vriendschap sluiten met Hiranyaka.